# Braunschweiggasse
Braunschweiggasse – jedna ze stacji metra w Wiedniu na Linia U4. Została otwarta 1 czerwca 1981. 
Znajduje się w 13. dzielnicy Wiednia, Hietzing.